# Elynor Bäckstedt
Elynor Megan Bäckstedt-Calvert (geb. Bäckstedt, auch Backstedt geschrieben; * 6. Dezember 2001 in Pontypridd) ist eine britische Radrennfahrerin aus Wales, die Rennen auf Bahn und Straße bestreitet.

## Sportlicher Werdegang
Elynor Bäckstedt ist die Tochter der ehemaligen Radrennfahrer Megan Hughes und Magnus Bäckstedt. Auch ihre jüngere Schwester Zoe ist als Radsportlerin aktiv.
Seit 2016 startet Bäckstedt bei internationalen Rennen. 2018 und 2019 errang sie bei Straßenweltmeisterschaften jeweils Bronze im Einzelzeitfahren der Juniorinnen.
Auf der Bahn belegte Elynor Bäckstedt mit dem britischen Juniorinnen-Vierer bei den Junioren-Weltmeisterschaften 2018 und 2019 jeweils Platz drei, in der Einerverfolgung und im Zweier-Mannschaftsfahren (mit Sophie Lewis) gewann sie 2019 zudem Silber. Bei europäischen Titelkämpfen gewann sie in Einerverfolgung und Zweier-Mannschaftsfahren die Titel. Ebenfalls 2019 gewann sie die Juniorinnen-Austragungen von Gent–Wevelgem und des Omloop van Borsele; im selben Jahr entschied ihre Schwester Zoe bei Gent-Wevelgem  das Jugendrennen für sich.
Zur Saison 2020 wurde Bäckstedt Mitglied im UCI Women’s WorldTeam Trek-Segafredo, bei dem sie bis Ende 2024 unter Vertrag stand. Die einzigen Siege in dieser Zeit erzielte sie mit dem Team bei den Mannschaftszeitfahren der La Vuelta Femenina 2022 und 2024. Ihre besten Einzelresultate waren ein zweiter Etappenrang bei der Lotto Belgium Tour 2021 sowie der dritte Platz beim Omloop van Borsele 2024. 
Zur Saison 2025 wechselte Bäckstedt zum UAE Team ADQ. 

## Erfolge

### Bahn
2018
- Junioren-Weltmeisterschaft – Mannschaftsverfolgung (mit Ellie Russell, Ella Barnwell und Georgi Pfeiffer)
- Britische Junioren-Meisterin – Zweier-Mannschaftsfahren

2019
- Junioren-Weltmeisterschaft – Einerverfolgung, Zweier-Mannschaftsfahren (mit Sophie Lewis)
- Junioren-Weltmeisterschaft – Mannschaftsverfolgung (mit Eluned King, Ella Barnwell und Sophie Lewis)
- Junioren-Europameisterin – Einerverfolgung, Zweier-Mannschaftsfahren (mit Sophie Lewis)
- Junioren-Europameisterschaft – Mannschaftsverfolgung (mit Eluned King, Ella Barnwell und Sophie Lewis)

### Straße
2018
- Junioren-Weltmeisterschaft – Einzelzeitfahren

2019
- Junioren-Weltmeisterschaft – Einzelzeitfahren
- Gesamtwertung, zwei Etappen und Punktewertung,  Omloop van Borsele (Juniorinnen)
- Gent–Wevelgem (Juniorinnen)

2022
- Mannschaftszeitfahren Madrid Challenge by La Vuelta

2024
- Mannschaftszeitfahren La Vuelta Femenina